# Dapingiense
| Era Eratema | Periodo Sistema | Época Serie         | Edad Piso                  | Inicio, en millones de años |
| ----------- | --------------- | ------------------- | -------------------------- | --------------------------- |
| Paleozoico  | Pérmico         | Pérmico             | Pérmico                    | 298,9±0,15                  |
| Paleozoico  | Carbonífero     | Carbonífero         | Carbonífero                | 358,86±0,19                 |
| Paleozoico  | Devónico        | Devónico            | Devónico                   | 419,62±1,36                 |
| Paleozoico  | Silúrico        | Silúrico            | Silúrico                   | 443,1±0,9                   |
| Paleozoico  | Ordovícico      | Superior / Tardío   | Hirnantiense Hirnantiano   | 445,2±0,9                   |
| Paleozoico  | Ordovícico      | Superior / Tardío   | Katiense Katiano           | 452,8±0,7                   |
| Paleozoico  | Ordovícico      | Superior / Tardío   | Sandbiense Sandbiano       | 458,2±0,7                   |
| Paleozoico  | Ordovícico      | Medio               | Darriwiliense Darriwiliano | 469,4±0,9                   |
| Paleozoico  | Ordovícico      | Medio               | Dapingiense Dapingiano     | 471,3±1,0                   |
| Paleozoico  | Ordovícico      | Inferior / Temprano | Floiense Floiano           | 477,1±1,2                   |
| Paleozoico  | Ordovícico      | Inferior / Temprano | Tremadociense Tremadociano | 486,8±1,5                   |
| Paleozoico  | Cámbrico        | Cámbrico            | Cámbrico                   | 538,8±0,6                   |

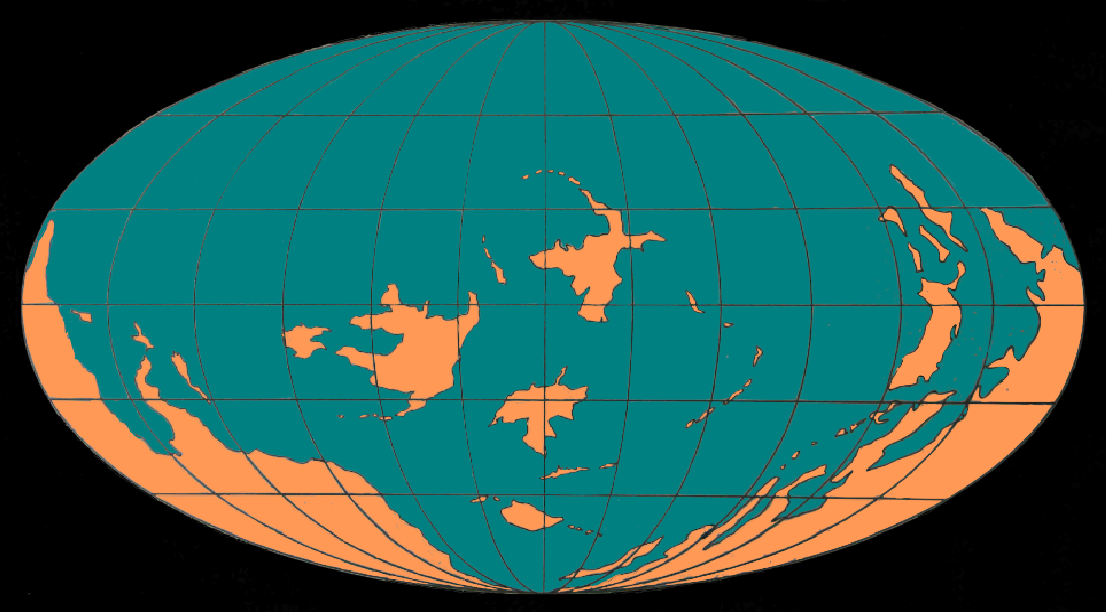
Paleogeografía de la Tierra durante el Dapingiense, hace 470 millones de años.

El Dapingiense o Dapingiano es el primer piso y edad del Ordovícico Medio en la escala temporal geológica. Sucede al Floiense (último piso del Ordovícico Inferior/Temprano) y precede al Darriwiliense. Se inició hace unos 471,3 millones de años y terminó hace unos 469,4 millones de años.
El nombre Dapingiense procede de la aldea de Daping, en el distrito de Yiling (prefectura de Yichang, provincia de Hubei, China), próxima al estratotipo de la base del piso.

## Sección estratotipo y punto de límite global (GSSP)

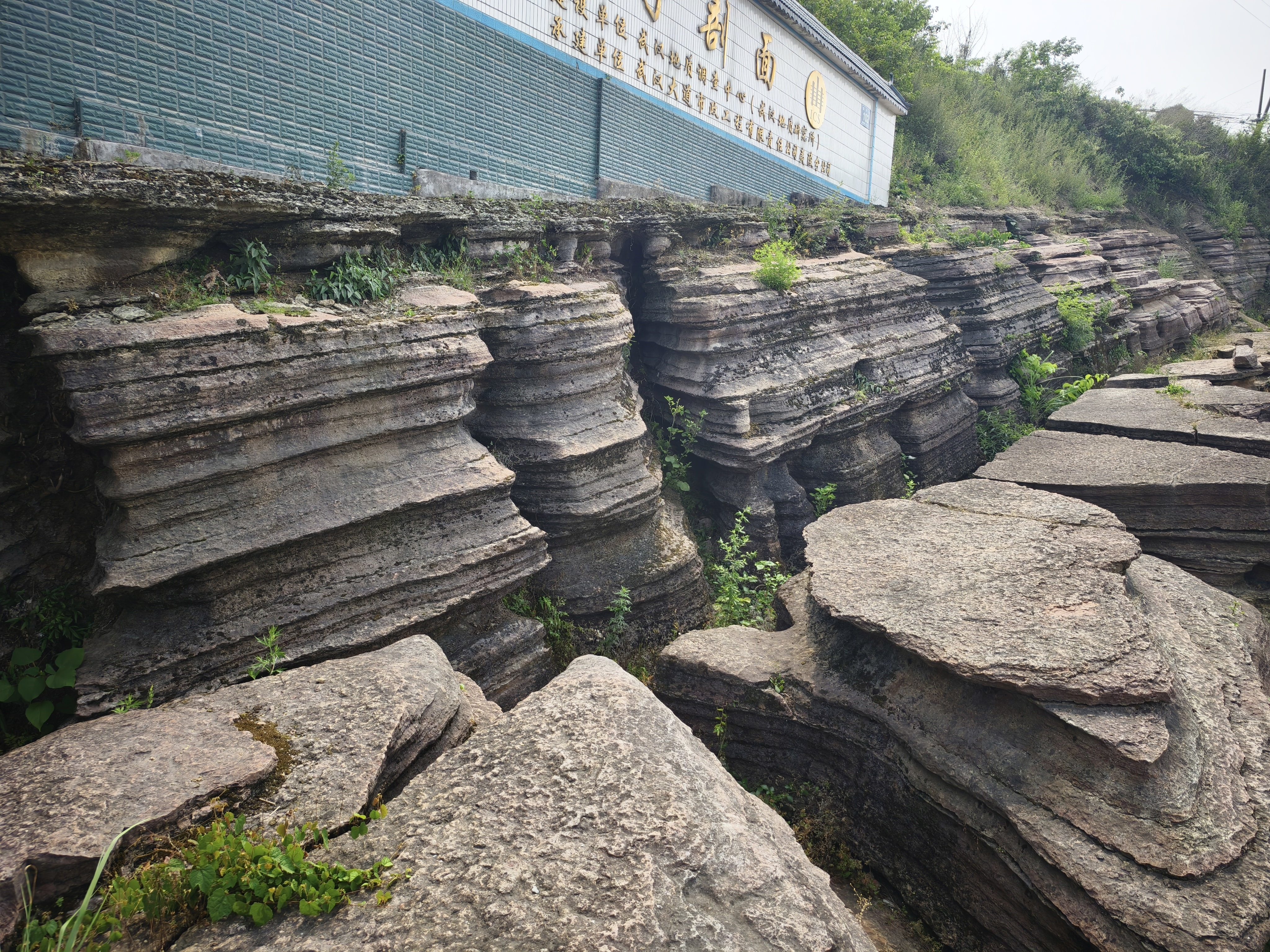
Sección de Huanghuachang (China), localidad del GSSP de la base del Dapingiense.

La sección estratotipo y punto de límite global (GSSP) para la base del piso Dapingiense, y por tanto de la serie Ordovícico Medio, está situado en la sección de Huanghuachang, en el distrito de Yiling (prefectura de Yichang, provincia de Hubei, China). Se caracteriza por la primera aparición del  conodonto Baltoniodus triangularis. El piso y el GSSP fueron aprobados por la Comisión Internacional de Estratigrafía y ratificados posteriormente por la Unión Internacional de Ciencias Geológicas en 2007.
El techo del Dapingiense se define por el GSSP de la base del Darriwiliense, que se caracteriza por la primera aparición del  graptolito Undulograptus austrodentatus.

## Pisos regionales
El Dapingiense coincide en parte con Arenig, un piso geológico regional europeo.